# Juana Mordó
Juana Mordó (Salónica, Grecia, 26 de abril de 1899 - Madrid, 12 de marzo de 1984) nombre de nacimiento  Juana Naar Scialom fue una marchante de arte. 

## Biografía
Juana Mordó nació en Salónica el 26 de abril de 1899. Hija de Elise Scialom y León Naar, de ascendencia sefardí. Se trasladó a París con su único hermano, Freddy, y allí formalizó sus estudios.
Juana, Jeanne Naar, contrajo matrimonio con Albert Yacoel, también sefardí, que poseía un comercio de tejidos en París. El matrimonio se disolvió y a finales de la década de los veinte se casa de nuevo, ahora con Henri Mordó. Marchó a vivir a Berlín, donde su marido, igualmente sefardí, regentaba un negocio de importación y exportación de alfombras orientales.
Henri Mordó poseía la nacionalidad española porque en el año 1919, los sefarditas griegos de origen español, como él, pudieron elegir entre las nacionalidades griega, turca o española. Enrique Mordó adoptó la última, en razón a sus ascendientes familiares. El matrimonio Mordó vivió en Berlín el acceso al poder de los nazis. Con su pasaporte español, Juana y su esposo pudieron partir hacia Suiza poco antes del inicio de la Segunda Guerra Mundial.
«Cuando se hable de mí, dijo, quiero que sea a partir de mi estancia en España.»

#### Su llegada aMadrid
En 1942, murió del corazón en el país helvético, Enrique Mordó, ya de edad avanzada. Juana decidió trasladarse a Madrid  con su madre, donde llegaron en 1943. El fallecimiento de Elise Scialom, al poco tiempo, determinó que Juana reemprendiera completamente su vida en Madrid.
Un amigo que había conocido en Berlín, muy relacionado con los medios intelectuales, la puso contacto con estos y consiguió trabajo en las emisiones francesas de RNE, donde leía sus artículos y los firmaba con el pseudónimo de Carmen Soler. La primera de esas colaboraciones fue una entrevista al escritor Azorín. A ella proseguirían otras entrevistas y trabajos sobre temas diversos: viajes, visitas a ciudades españolas, temas literarios, sociales, festivos, todos ellos encabezados con el saludo de “Mes chers auditeurs”.

#### Los “salones” de Juana
A lo largo de estos años, la imagen de Juana fue alcanzado gran prestigio en el mundo cultural madrileño. En un deseo de animación del ambiente intelectual, convoca a escritores y artistas los sábados a su nueva casa, la casa del arco, de la calle de Rodríguez de  San Pedro. Eran las reuniones, los “salones” de Juana. Allí acudían sus amigos como José Luis López Aranguren, Dionisio Ridruejo, Pedro Laín Entralgo, Luis Felipe Vivanco, Antonio Tovar, Rodrigo Uría González, Luis Rosales, José Luis Sampedro, Pedro Mourlane Michelena, Antonio de Zubiaurre, Gerardo Diego, Antonio Saura o Carlos Saura.

#### Su entrada en el mundo del Arte
En el otoño de 1953 se inauguró en el parque del Retiro la I Exposición Internacional de Escultura al aire libre, que promovía la Dirección General de Bellas Artes y la Sociedad de Amigos del Paisaje y de los Jardines. El comité organizador estaba presidido por Antonio Gallego Burín, director general de Bellas Artes, siendo sus vicepresidentes Joan Ainaud de Lasarte, director de los Museos de Barcelona, y José Luis Fernández del Amo, director del Museo de Arte Contemporáneo, de Madrid, y Juana Mordó como secretaria del comité.
Juana fue, a la vez coordinadora, la persona por la que pasaron los mil detalles de la realización del proyecto, culminados en el montaje de las obras, como si ya se prometiesen, en la atmósfera, las señales de uno de los saberes más ciertos y una de las disposiciones más queridas por ella: el montar una exposición.

#### Directora de laGalería Biosca
En 1958, el galerista Aurelio Biosca buscaba una persona para que dirigiera su galería y, la encontró, en Juana Mordó. En la galería estaban los artistas de El Paso y de la generación del gran informalismo español, a los que reunió en algunas muy importantes manifestaciones.

#### Galería Juana Mordó
Las ilusiones de sus amigos artistas y las de otros amigos comunes fueron madurando la posibilidad de montar una galería que tuviera como eje a Juana. El grupo que había de regir la galería estaba formado por: Juana, Ernesto Wuthenow, María Luisa Maristany y José Ayllón.
La galería ubicada en la calle Villanueva número 7, con el nombre de Juana Mordó, se inauguró el 14 de marzo de 1964. Fue inaugurada con una exposición colectiva en la que participaron los artistas: Vicente Ameztoy, Amalia Avia, Jaime Burguillos, José Caballero, Rafael Canogar, Eduardo Chillida, Gonzalo Chillida, Enrique Gran, José Guerrero, Carmen Laffón, Antonio López García,  Julio López Hernández, Francisco Lozano, 
Manolo Millares, Manuel Hernández Mompó, Lucio Muñoz, Gastón Orellana, Pablo Palazuelo, Alejandro Reino, Manuel Rivera, Juan de Ribera Berenguer, Luis Sáez, Antonio Saura, Eusebio Sempere, Pablo Serrano, Antonio Suárez, Antoni Tàpies, Gustavo Torner y Fernando Zóbel,
En diciembre de 1975, y en colaboración con Manuel Mendoza, se abrió una nueva galería, también con su nombre, en la calle Castelló, número 7.

#### Aquella tarde del 12 de marzo de 1984
El 27 de  junio de 1983, el rey Juan Carlos le hizo entrega en el Museo del Prado de la Medalla de Oro de las Bellas Artes. Pocos meses después fallecía en Madrid, la tarde del 12 de marzo de 1984.

#### El legado de Juana Mordó
Juana Mordó, vital galerista y fiel defensora del arte de vanguardia, dedicó toda su vida a la promoción de los pintores y escultores de su tiempo. De la colección de arte que amasó han llegado múltiples piezas a instituciones públicas. Un legado forma parte del patrimonio artístico del Círculo de Bellas Artes de Madrid: está compuesto en su mayoría por obras de indudable valor artístico, pero con una fuerte carga sentimental, además de que muchas de las piezas están acompañadas de cariñosas dedicatorias debido a que son regalos que le hacían los artistas por algún acontecimiento especial, como los del artista fundador del Grupo El Paso, Manuel Rivera.
La gran mayoría de sus obras revela la atención que los más significativos creadores contemporáneos españoles le han prestado al pequeño formato. Una serie de pinturas clave para conocer las diferentes técnicas empleadas por los artistas más originales de los años en que le tocó vivir a Juana.
Otra donación (legado Mordó-Alvear) ha recalado en la Academia de San Fernando: 57 piezas de autores como Rafael Canogar, Gustavo Torner, Bonifacio Alfonso...y una plancha grabada por Dalí. 
La Biblioteca y Centro de Documentación del Museo Nacional Centro de Arte Reina Sofía alberga el archivo de la galería, que conserva correspondencia con artistas, instituciones, críticos y coleccionistas, documentación contable, dosieres de prensa y material gráfico.